# Pedro Chalú
Pedro J. Chalú – piłkarz argentyński, obrońca.
Jako piłkarz klubu Nacional Rosario był w kadrze reprezentacji podczas turnieju Copa América 1929, gdzie Argentyna zdobyła mistrzostwo Ameryki Południowej. Chalú nie wystąpił w żadnym meczu.
Chalú występował później w barwach takich pierwszoligowych klubów jak Ferrocarril Oeste Buenos Aires, River Plate oraz Racing Club de Avellaneda. Łącznie w Primera División rozegrał 103 mecze i zdobył 9 bramek.
Chalú, choć wielokrotnie powoływany był do reprezentacji, nigdy nie zagrał w narodowych barwach podczas oficjalnego meczu.